# Oncideres diringsi
Oncideres diringsi är en skalbaggsart som beskrevs av Martins och Maria Helena M. Galileo 1990. Oncideres diringsi ingår i släktet Oncideres och familjen långhorningar. Inga underarter finns listade i Catalogue of Life.